# Elaeocarpus elaeagnoides
Elaeocarpus elaeagnoides är en tvåhjärtbladig växtart som beskrevs av A. Gilli. Elaeocarpus elaeagnoides ingår i släktet Elaeocarpus och familjen Elaeocarpaceae. Inga underarter finns listade i Catalogue of Life.